# Corète du Japon
Kerria japonica
Pour les articles homonymes, voir Corète.
Espèce
Classification APG II (2003)
La Corète du Japon (Kerria japonica) est une espèce de plantes à fleurs de la famille des Rosacées.
C'est un arbuste à la végétation vigoureuse, très foisonnante, aux tiges grêles toujours vertes, aux feuilles caduques et dentées, aux fleurs à 5 pétales pour l'espèce type, d'un jaune profond. Elle est originaire de Chine et s’est naturalisée au Japon.

## Étymologie et histoire de la nomenclature

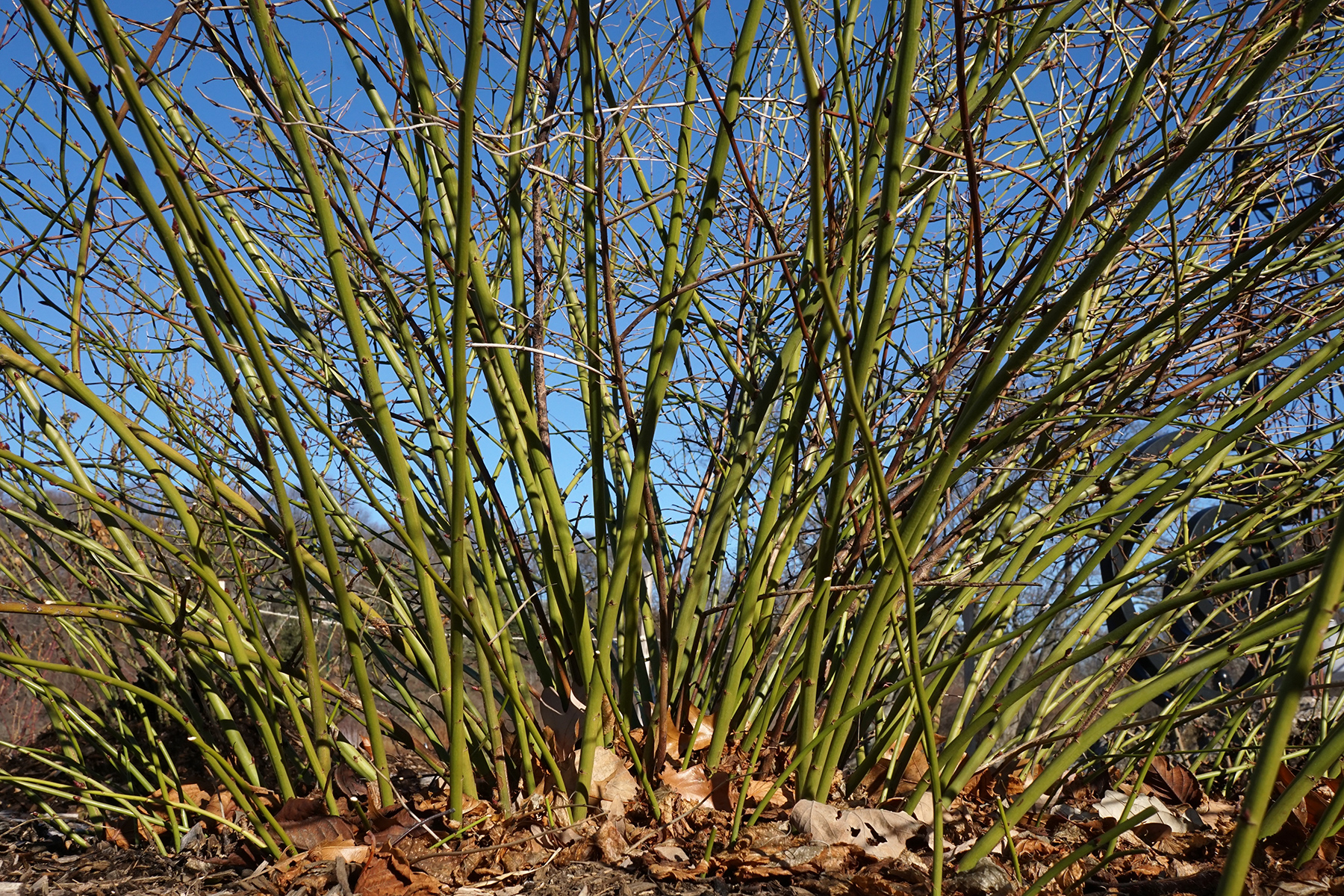
La touffe s'étend en drageonnant.

Le nom de genre Kerria, créé par Augustin Pyrame de Candolle en 1818, a été choisi pour honorer le jardinier anglais William Ker qui envoya de Chine l’arbuste vigoureux Kerria japonica aux Jardins de Kew.
L’épithète spécifique japonica est le terme de latin scientifique désignant le Japon.
Le médecin naturaliste Engelbert Kaempfer put séjourner environ deux ans dans l’île de Dejima dans la baie de Nagasaki (1690-1692), le seul port du Japon ouvert aux étrangers. Il eut l'opportunité en 1691 d'y récolter l’espèce et de la mettre dans son herbier
Linné ne mentionne pas cette espèce dans Species plantarum de 1753, l’ouvrage qui marque le début de la nomenclature binominale. Il ne créa l’espèce récoltée par Kaempfer qu’en 1771, sous le nom de Rubus japonica (dans Mantissa Plantarum, 2: 245. 1771. ). Plusieurs botanistes tentèrent de revoir la description et la nomenclature de Linné. Par exemple Houttuyn, le reclassa en 1778 dans le genre Corchorus de la famille des Tiliacées (ainsi que Thunberg en 1784) ou Desvaux dans le genre Spiraea en 1822.
Ce fut finalement P. de Candolle qui en donna la première description satisfaisante: il la plaça correctement dans la famille des Rosacées et créa le nouveau genre Kerria, en l’honneur de « William Kerr, jardinier, qui d’après le témoignage de M. Robert Brown a introduit en Europe un très grand nombre de plantes de Chine, et auquel nous devons en particulier celle qui nous occupe » (De Candolle, Trans. Li. Soc., 1818).
Les erreurs d'interprétation qui ont été faites sur cette espèce viennent d’une documentation insatisfaisante. Cette plante n'est pas originaire du Japon, pays où elle s'est naturalisée, mais de Chine. Elle avait été classée comme telle par les botanistes européens qui travaillaient au XVIIIe siècle sur des descriptions écrites provenant du Japon.
Aux premiers échantillons rapportés il manquait les fleurs, ce qui provoqua son classement dans la famille des Tiliaceae. En 1818, c'est Augustin Pyrame de Candolle qui identifia correctement la plante en créant un genre particulier Kerria dans la famille des Rosaceae.

## Synonymes
Selon The Plant List, les synonymes sont:
- Corchorus japonicus (L.) Houtt.
- Kerria japonica var. denticulata L.C. Wang & X.G. Sun
- Kerria japonica var. typica Makino
- Rubus japonicus L.
- Spiraea japonica Desv.

## Description

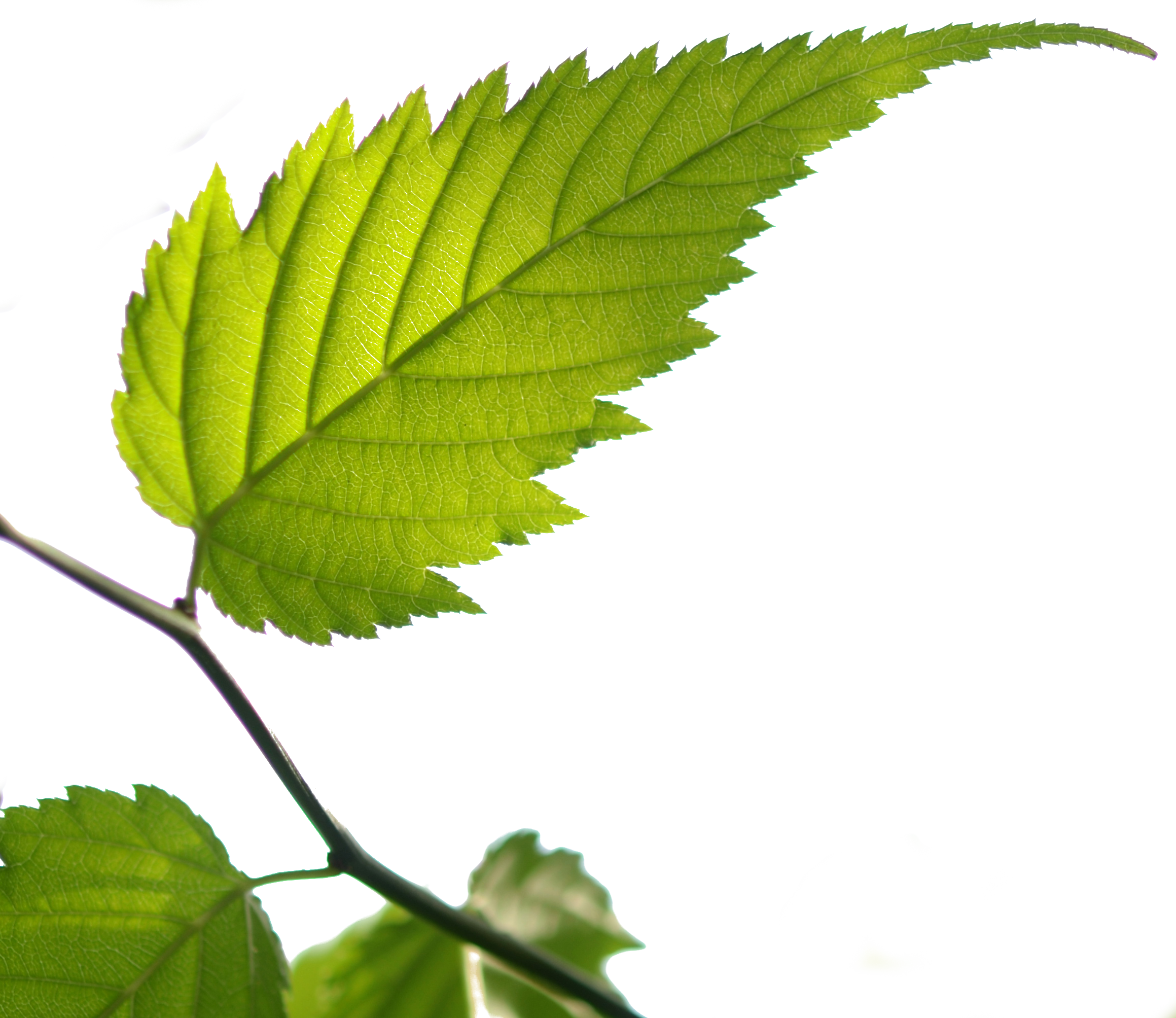
Feuille triangulaire, doublement dentelée.

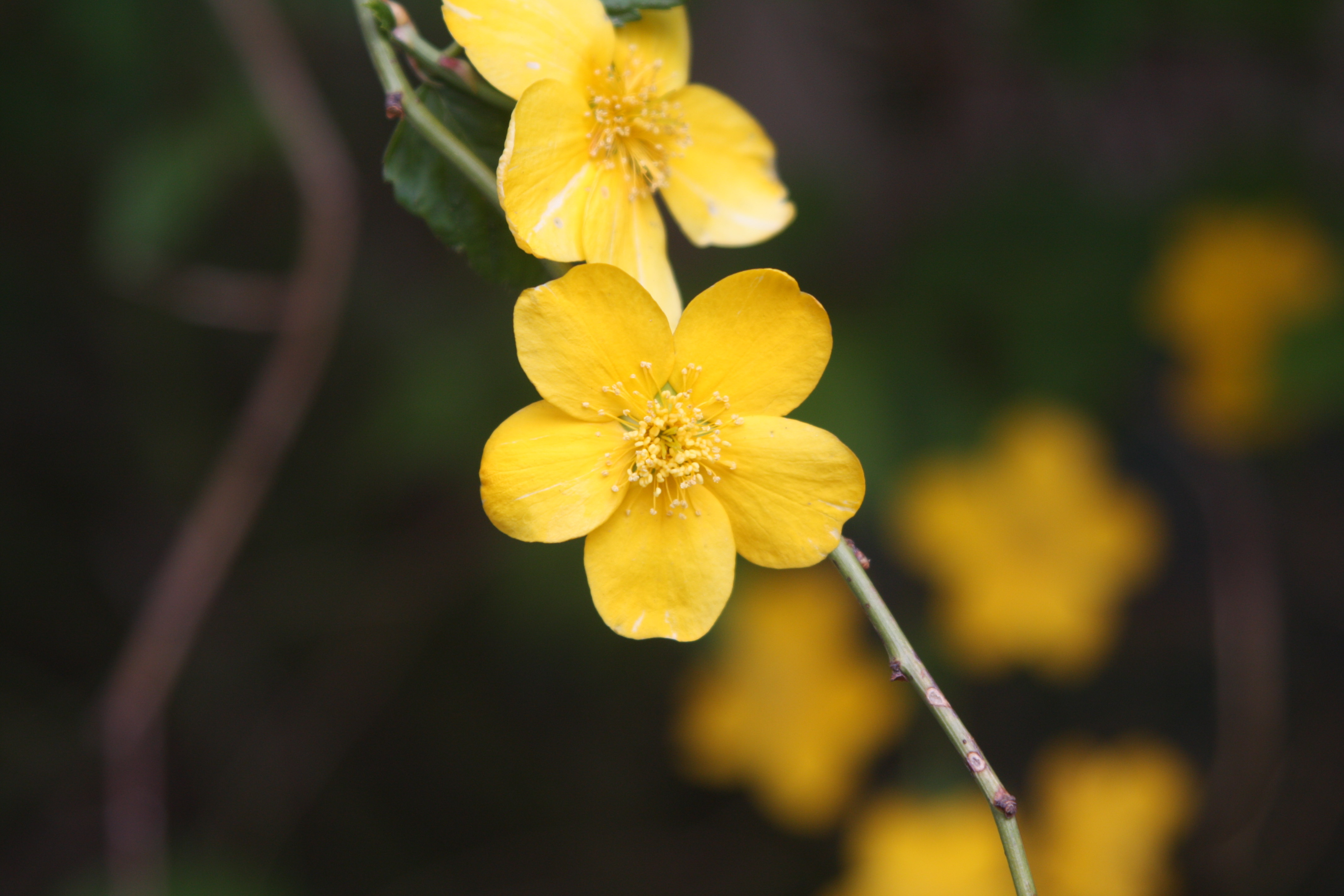
Fleur à 5 pétales jaunes.

Kerria japonica est un arbuste de 1–2 m (voir 3 m) de haut, portant des rameaux verts, généralement arqués. C'est un arbuste qui drageonne énormément.
Les feuilles alternes, portées par un pétiole de 5–15 mm, possède un limbe triangulaire-ovale ou ovale, de 3–10 cm de long sur 2–4 cm de large, le revers pileux sur les nervures ou à l'aisselle des nervures, la base subcordée, arrondie ou tronquée, bord nettement doublement dentelé, apex acuminé. 
Les fleurs sont terminales sur des rameaux latéraux, bisexuées, grandes, de 2,5–6 cm de diamètre, portées par un pédicelle de 8–15 mm, glabre. Les 5 sépales sont ovales-elliptiques, glabres et persistants dans le fruit. Les 5 pétales jaunes, largement elliptiques, de 1,5–2 × 1–1,8 cm.
Les fruits sont des achènes noir brunâtre, rugueux.
La floraison a lieu en avril-juin, la fructification en juin-août. 

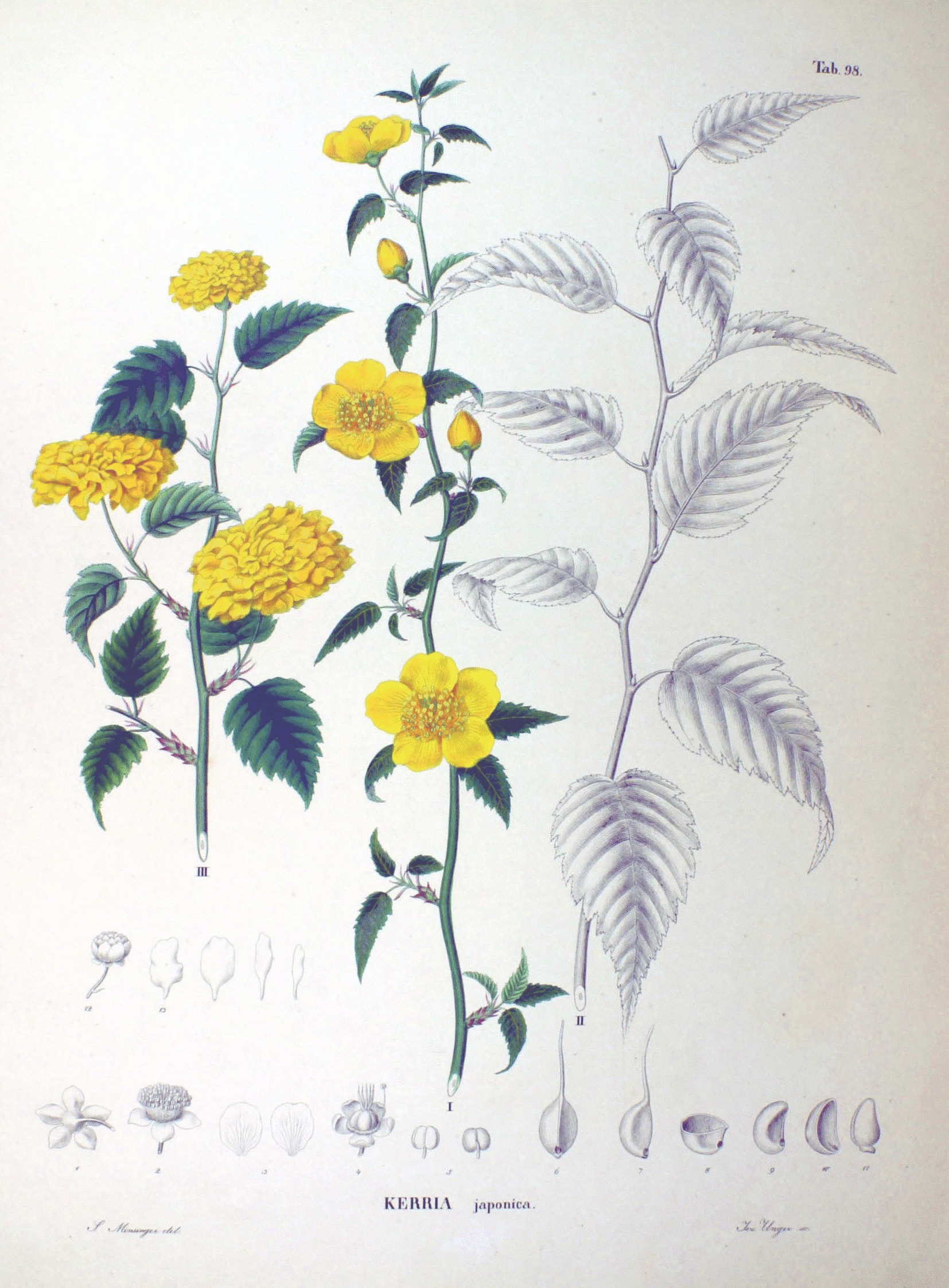
Flora Japonica, 1870, Siebold & Zuccarini.
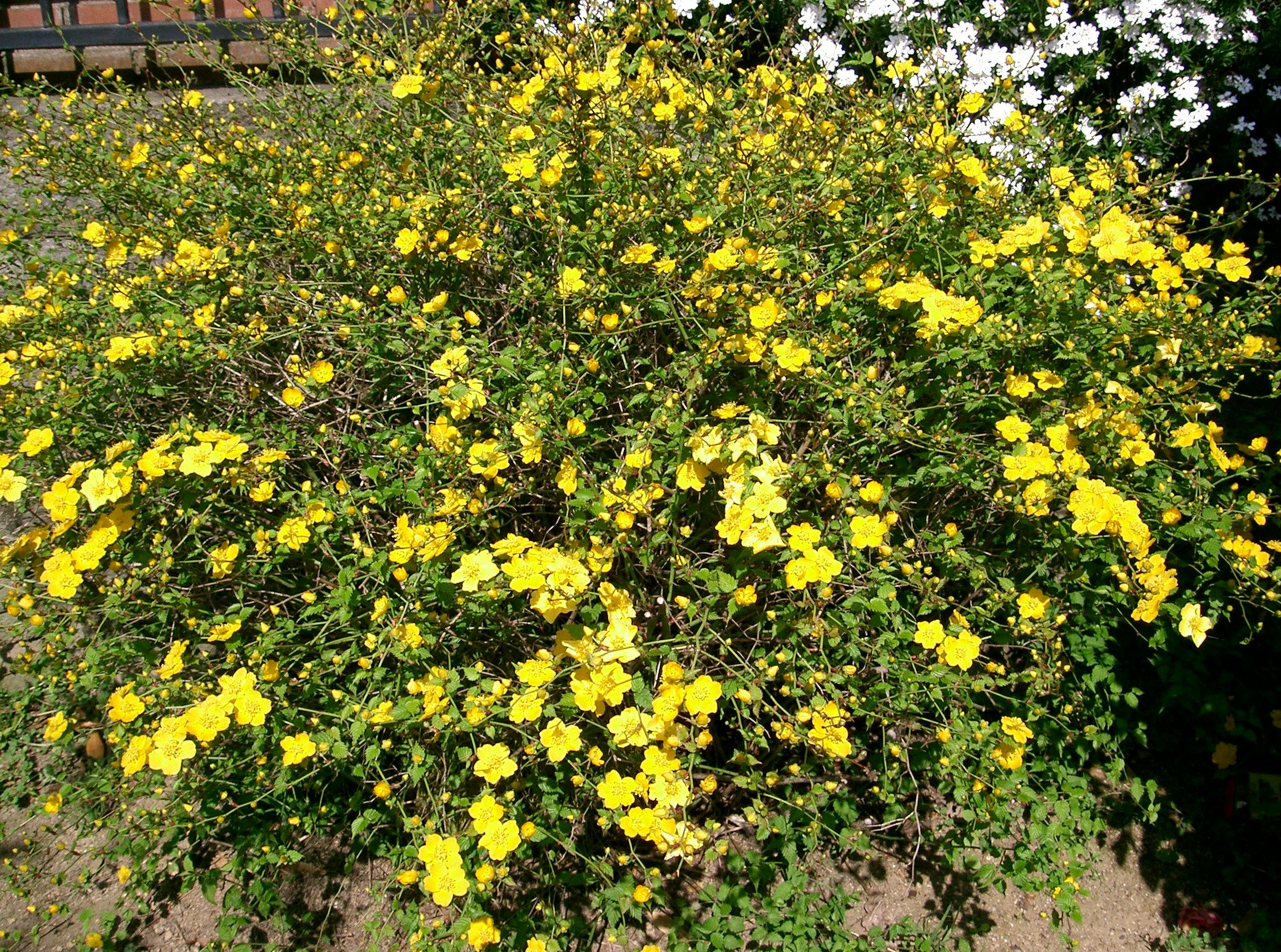
Touffe en fleurs.
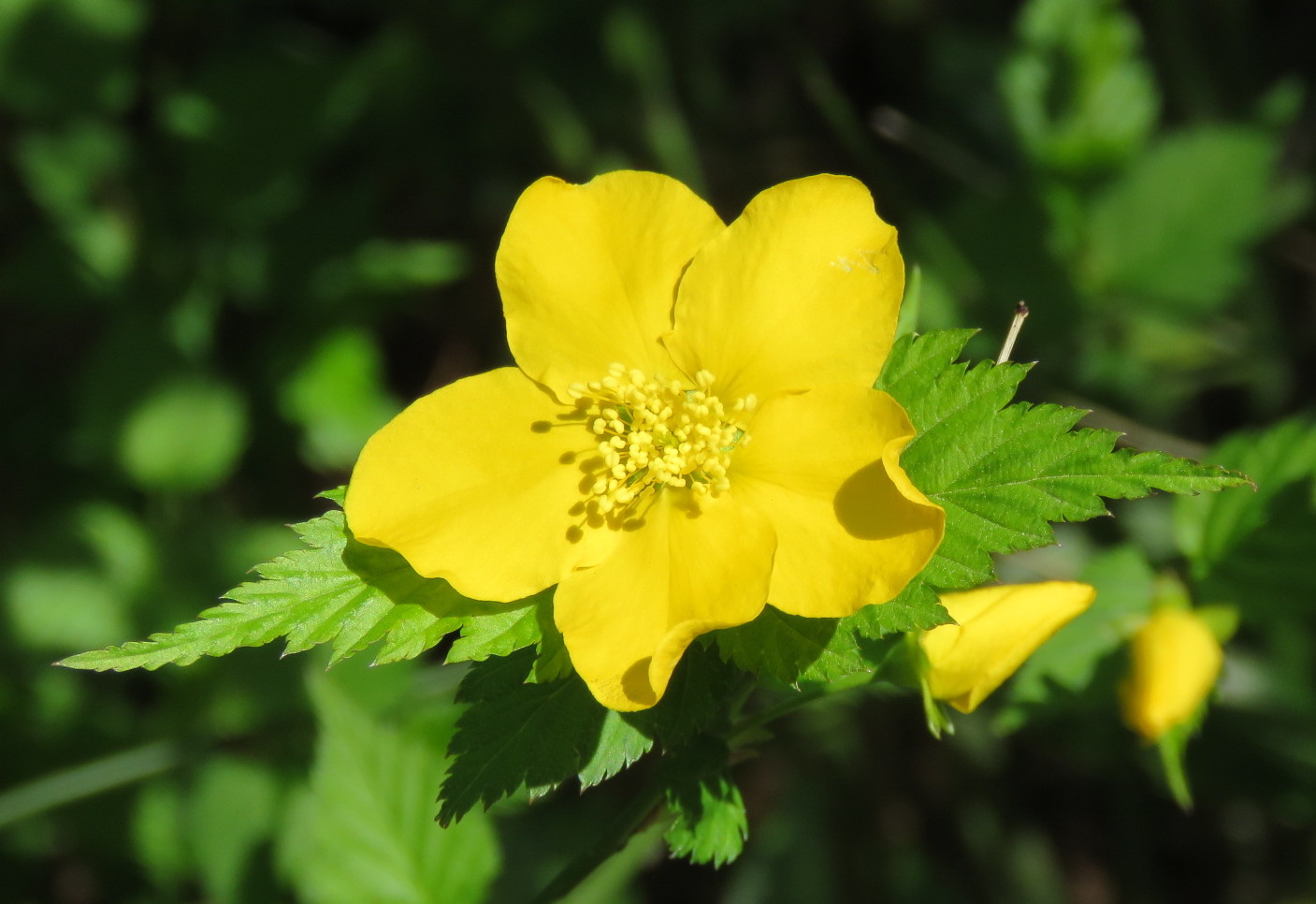
Fleur.

## Distribution et habitat
Kerria japonica est une plante d’origine chinoise qui se rencontre dans les provinces de l’Anhui, Fujian, Gansu, Guizhou, Henan, Hubei, Hunan, Jiangsu, Jiangxi, Shaanxi, Shandong, Sichuan, Yunnan, Zhejiang.
Il s’est naturalisé au Japon.
Il croît dans les fourrés en montagnes entre 200 et 3 000 m. 

## Usages

### Culture

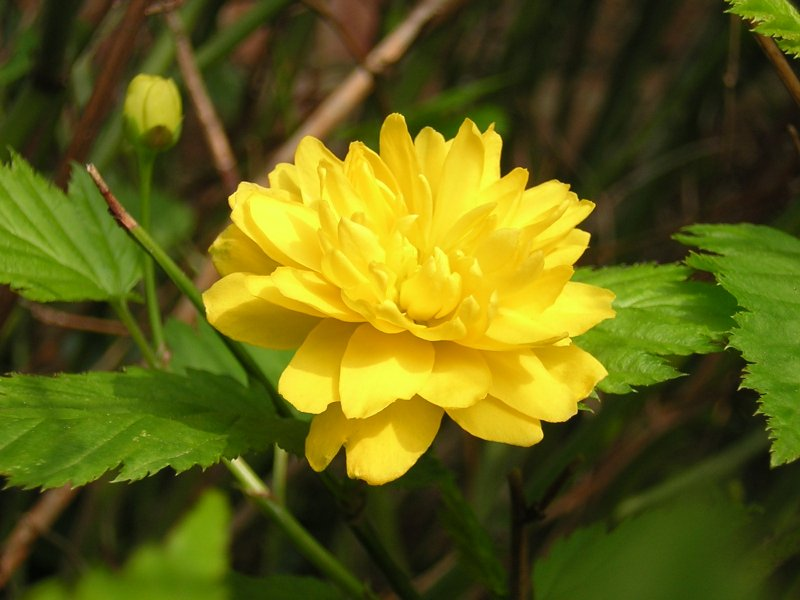
Fleur composée.

L’espèce est cultivée en Europe depuis le début du XIXe siècle pour sa floraison printanière.
Cet arbuste de culture facile est maintenant très répandu dans les jardins et les parcs sous climat tempéré et offre une abondante floraison jaune au printemps, plus faible en automne.
C'est surtout la variété à fleurs doubles Kerria japonica 'Pleniflora' dont les fleurs forment des sortes de pompons aux pétales fripés qui est multipliée par les horticulteurs.
Elle peut être plantée en toutes expositions, au soleil pour les mettre en valeur ou à mi-ombre, dans toutes terres bien drainées. Elle est rustique et résistante aux maladies et à la pollution et a tendance à s’ étaler en drageonnant.
La variété ‘Variegata’ est beaucoup plus petite, à feuilles marginées de blanc et à fleurs simples.

## Références

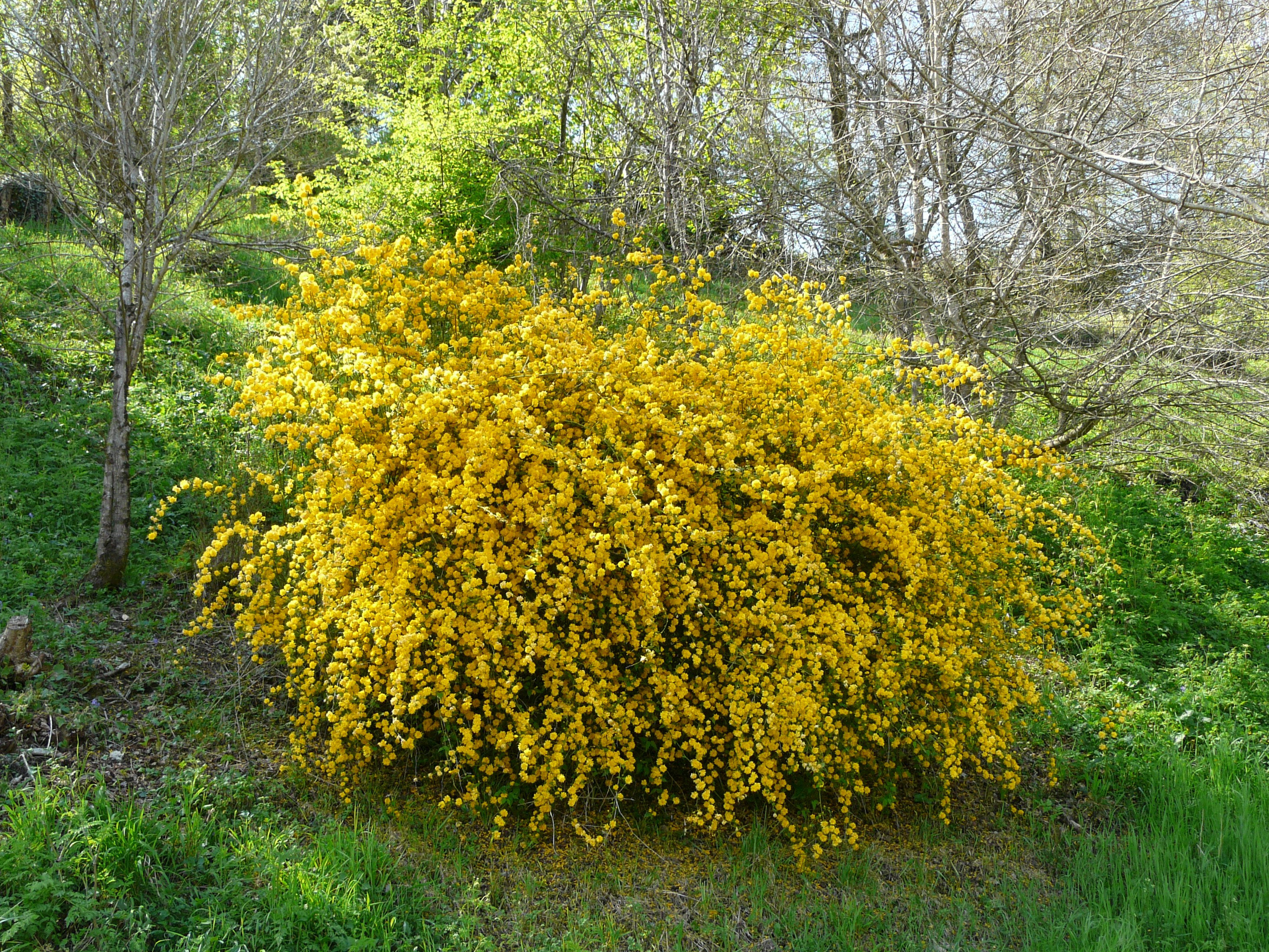
Touffe de Kerria japonica 'Pleniflora'.

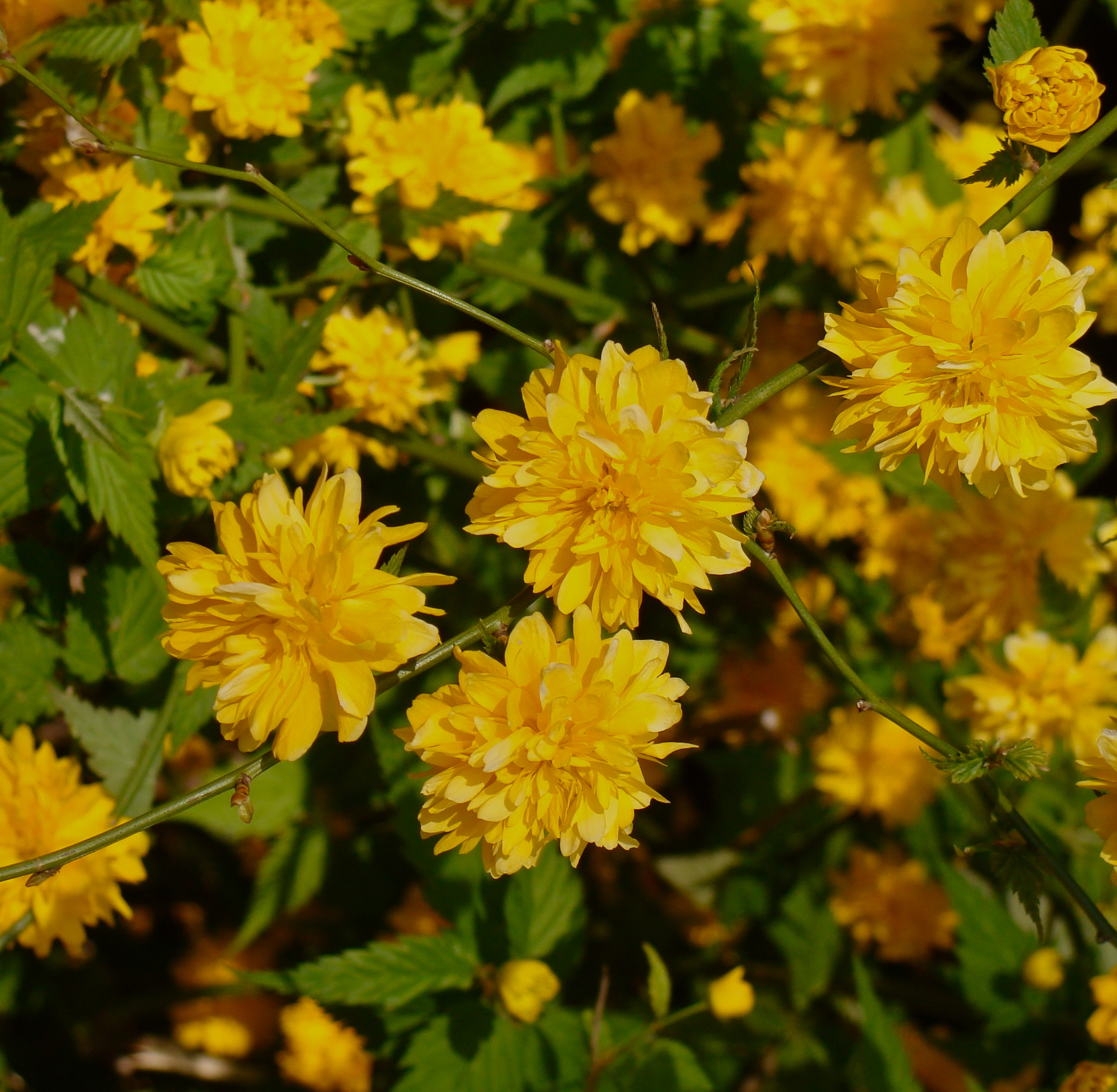
Kerria japonica 'Pleniflora' au Parc Floral de Paris, au printemps 2010.